# Jaraczewo
Jaraczewo je město v Polsku ve Velkopolském vojvodství v okrese Jarocin v gmině Jaraczewo, jíž je sídlem. Leží na řece Obře, 14 km západně od Jarocina, 60 km severozápadně od Kališe, 52 km severovýchodně od Lešna, 55 km jihovýchodně od Poznaně. Jaraczewo bylo rodovým sídlem rodu Jaraczevských, k nimž patřil například generál Adam Jaraczewski, jeden z vůdců Listopadového povstání, který je zde pohřben. Roku 2018 zde byla otevřena nová mateřská škola. Roku 2022 mělo město 1 374 obyvatel.

## Fotogalerie

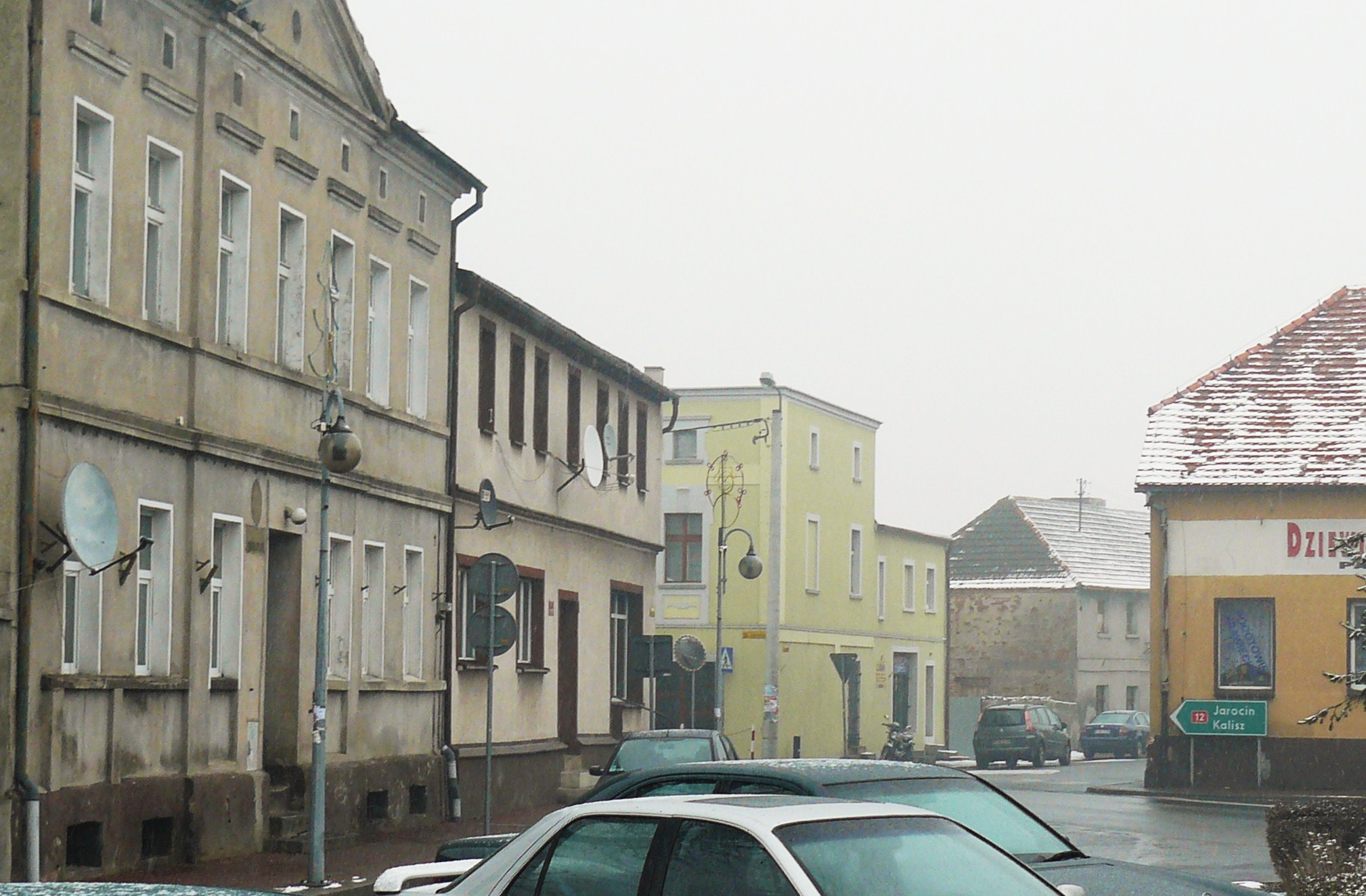
Náměstí
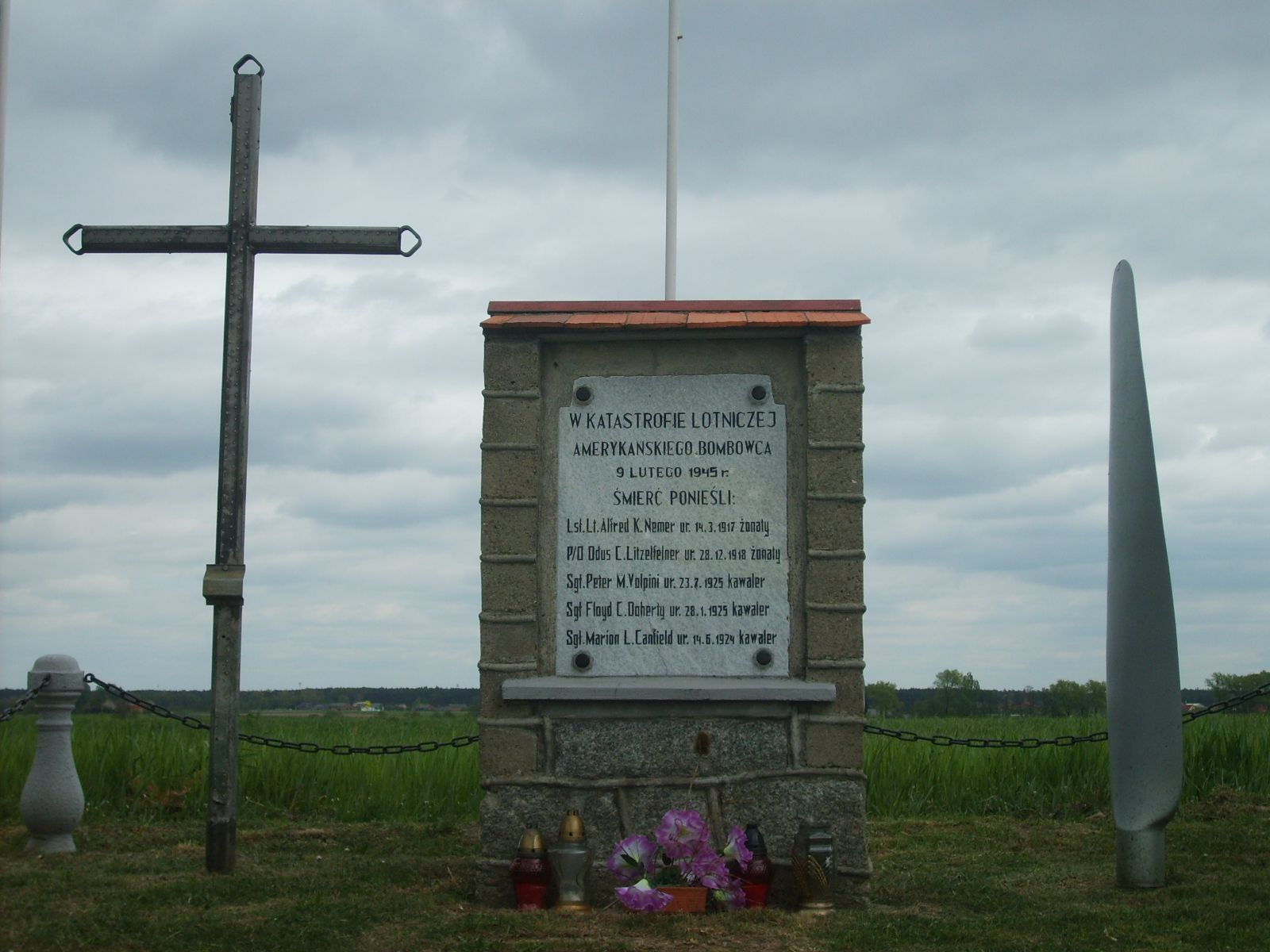
Památník amerických letců
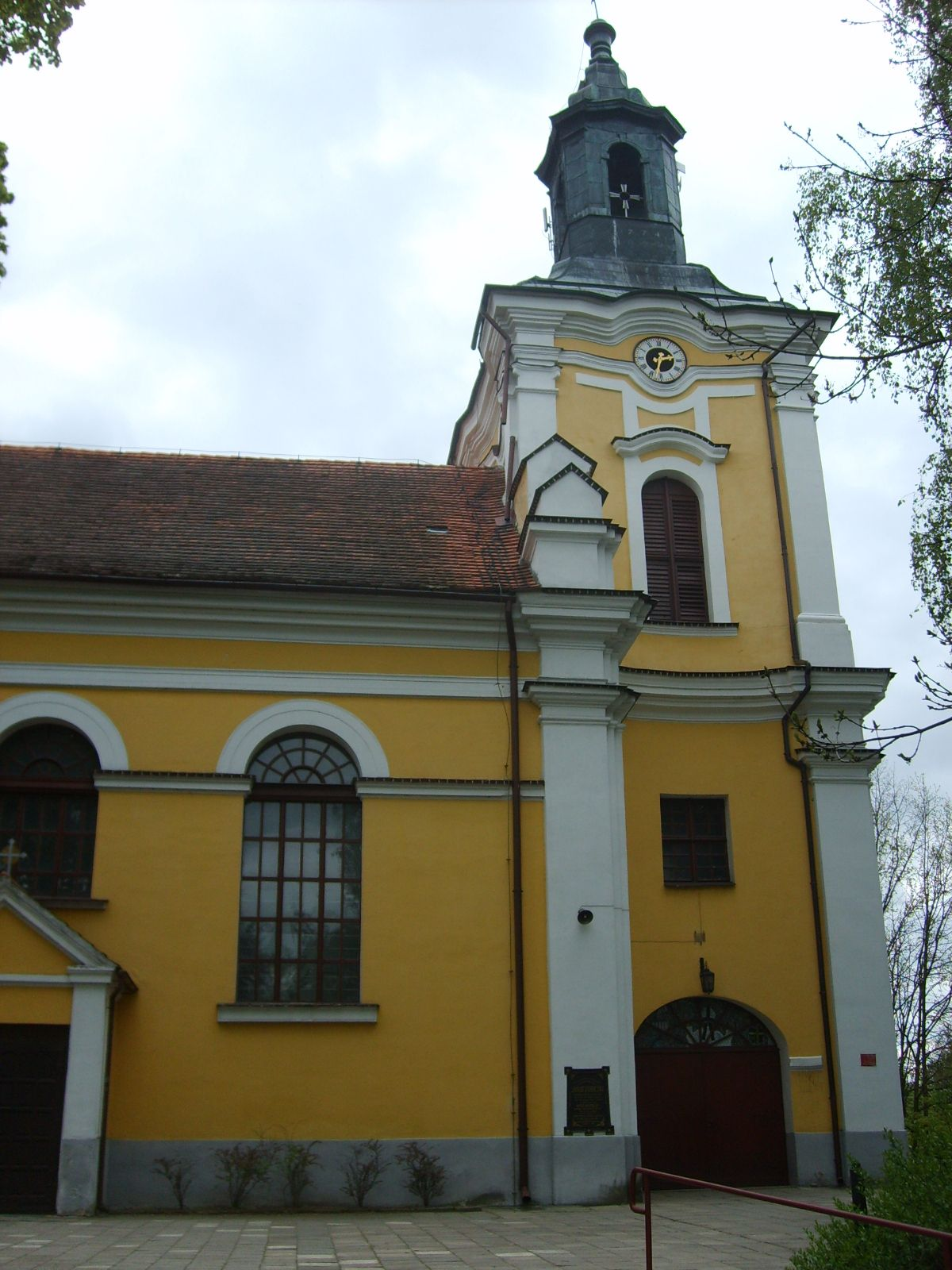
Kostel sv. Máří Magdaleny